# Disciplina (controle)

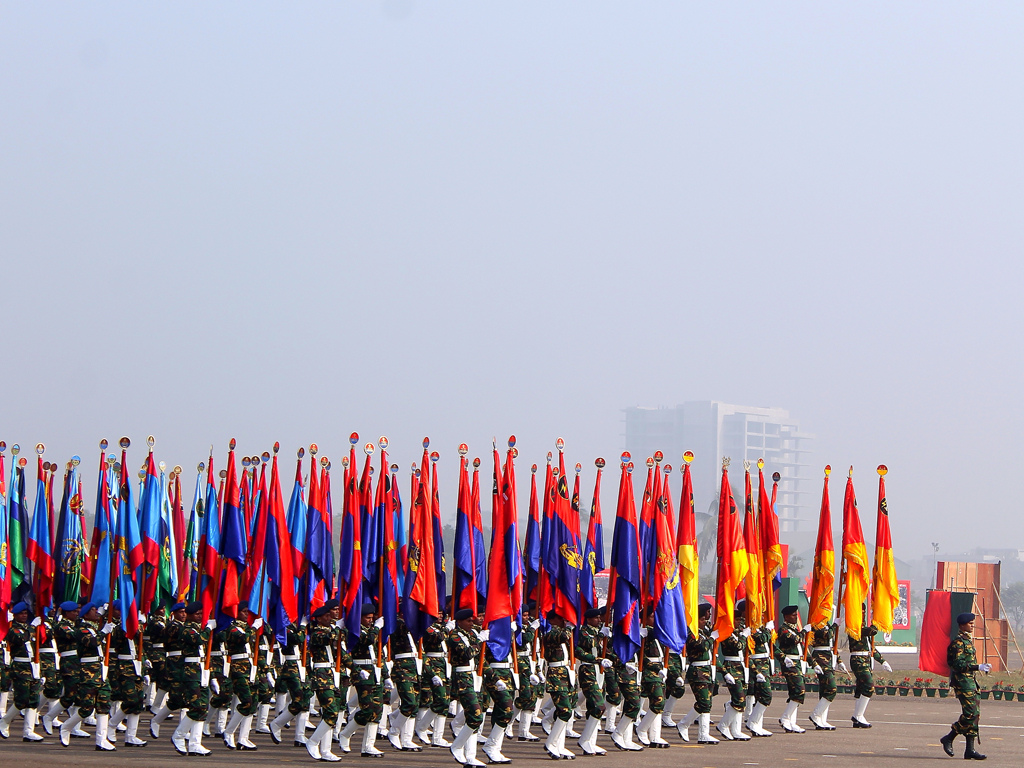
Parada militar em Daca, em Bangladesh: militares são profissionais que têm, como característica, a disciplina

Disciplina (do latim disciplina) é o ato de se controlar a alguém ou a si próprio.

## Na escola
A disciplina na escola tem origem em três aspectos: a escola, o professor e o aluno:
- a escola deve construir, em conjunto com professores e alunos, as regras de convívio e interação, pois são necessárias regras e normas que orientem seu funcionamento e a convivência entre os diferentes elementos que nela atuam. Nesse sentido, as normas podem ser compreendidas como condição necessária ao convívio social.
- O professor deve construir uma aula significativa. Deve criticar a postura do aluno que ultrapassa os limites estabelecidos como necessários. Um dos fatores que mais estimulam a indisciplina, ou a falta de consideração dos alunos ao professor, é a falta de coerência entre o que o professor diz e o que ele faz, entre os valores que ele tenta transmitir aos alunos e os que ele mesmo vive. Ou seja, os valores e atitudes cultivados numa escola precisam de ser incorporados por toda a equipe de profissionais; a incoerência entre a vivência desses valores pelos professores pode transmitir, aos alunos, uma visão distorcida dos valores que a instituição cultiva.
- O aluno: muitas crianças têm uma criação familiar autoritária, estão acostumadas a serem surradas e a receberem severos castigos. Por esta razão, não conseguem viver em ambiente democrático. Mas também há muitos pais que acabam dando liberdade excessiva a seus filhos, criando-os indisciplinados, não conseguindo estes, então, conviver com obrigações rotineiras, e sentindo-se frustrados quando não são os centros das atenções.

Ou seja, as crianças precisam aderir às regras (que implicam valores e formas de conduta) e estas somente podem vir de seus educadores, pais ou professores. Os limites implicados por estas regras não devem ser apenas interpretados no seu sentido negativo, ou seja, o que não pode ser feito ou ultrapassado. Devem, também, ser entendidos no seu sentido positivo: o limite situa, dá consciência da posição ocupada dentro de algum espaço social – a família, a escola, a sociedade como um todo.
É mais fácil, para os alunos, seguirem regras que eles ajudaram a criar. Para definir regras de forma democrática, a classe toda discute, sob a condição de que todos aceitem o que a maioria decidir. Com a negociação de objetivos e regras com os alunos, estes vão, aos poucos, aprendendo a serem disciplinados, pois a disciplina é, de modo geral, um trabalho de todos em sala de aula. Constrói-se a melhor maneira de acordo com as necessidades. Cada atividade em sala de aula tem uma disciplina adequada a seu desenvolvimento.
A qualidade de uma instituição escolar depende em grande parte do modo pelo qual ela enfoca o processo de condução das atividades desenvolvidas em sala de aula e/ou laboratório: ou seja, não é somente na escola que se realiza o processo de ensino-aprendizagem, mas em qualquer lugar oportuno para se desenvolverem e promoverem os valores humanos nos alunos. Essa qualidade depende sobretudo da capacidade de os professores estimularem o esforço dos alunos.
No momento em que a criança aprende a administrar sozinha suas tarefas, quando necessário solicita a ajuda ao professor: assim, melhora suas competências e, desta maneira, as suas notas. Ela está na conquista de sua autonomia, passa por um aprendizado complexo e longo pelo qual a criança desenvolve a disciplina para dar conta de suas tarefas. Com isso, as crianças aprendem desde cedo a se organizar para chegar à autodisciplina.
A disciplina é um hábito interno que facilita, a cada pessoa, o cumprimento de suas obrigações. É um autodomínio. É a capacidade de se utilizar a liberdade pessoal, isto é, a possibilidade de atuar livremente, superando os condicionamentos internos e externos que se apresentam na vida cotidiana. Os diversos conceitos de indisciplina e disciplina estão ligados a vários meios: social, moral, intelectual, entre outros. O consenso entre diversos grupos poderá ser a melhor saída, e é importante[para..?] lembrarmos da fala de Paulo Freire: "Ninguém se disciplina sozinho. Os homens se disciplinam em comunhão, mediados pela realidade". Desse modo, a disciplina não deve ser imposta e nem tampouco os educadores e a família estão alheios a esta função: todos devem participar da formação dos novos cidadãos da sociedade.